# Supercentenario

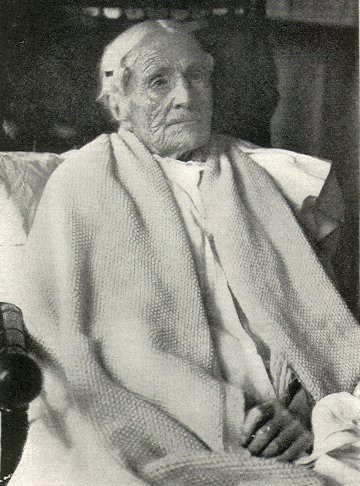
Ann Pouder (1807-1917), fotografiada el día que cumplía 110 años, unos meses antes de morir.

Un supercentenario o superlongevo es aquella persona que ha alcanzado la edad de 110 años o más. De las personas que llegan a ser centenarias, solamente una de cada mil logra llegar a ser supercentenaria. Únicamente un 2 % de los ancianos que han alcanzado los 110 años de edad sobreviven 5 años más.
Se estima que hay de 350 a 400 supercentenarios vivos en el mundo, aunque tan solo se conocen aproximadamente 45. Esto se debe a muchas pérdidas de certificados de nacimiento por su antigüedad y a muchas personas que viven en lugares incomunicados y no pueden demostrarlo.

## Casos
La persona que más tiempo ha vivido y ha sido verificada es la francesa Jeanne Calment, que vivió 122 años y 164 días.
A lo largo de la historia, se han dado muchos casos de personas con récords de edad.

## Nombre
En el siglo XIX, el término «ultracentenario» se refería a las personas que vivieran más allá de los 100 años.
En los años setenta, Norris McWhirter, editor de los Récords Guinness, utilizó por primera vez el término «supercentenario» (aunque siempre con el significado de ‘persona que ha superado los 100 años de edad’). Ese término lo popularizaron en 1991 William Strauss y Neil Hower, en el libro intitulado Generations.
Actualmente, en cambio, se le dice «centenario» a la persona que ha superado los 100 años de edad, y «supercentenario» a la que ha superado los 110 años.

## Supercentenarios
Un "año" normalmente se refiere a un año calendario, el tiempo entre dos fechas con el mismo nombre. Sin embargo, los años pueden ser de diferentes longitudes debido a la presencia o ausencia de un día bisiesto en el año, o a la conversión de fechas de un calendario a otro. Un supercentenario es considerado "verificado" si su afirmación ha sido aceptada por un organismo internacional que específicamente se dedica a la investigación de longevidad, como el Gerontology Research Group o el Guinness World Records.

### Algunos supercentenarios famosos son:
- Jeanne Calment es la persona más longeva de la historia.
- Jirōemon Kimura es el hombre más longevo de la historia.
- Lucile Randon es la monja más longeva de la historia.
- Marita Camacho Quirós fue la cónyuge de un exjefe de Estado mas longeva.
- Violet Brown fue la ultima subdita de la primera Emperatriz de India, la reina Victoria.

## Abreviaturas
A menudo, gerontólogos suelen utilizar abreviaturas como, por ejemplo:
- WOP - World's Oldest (Living) Person (persona (viva) más anciana del mundo)
- WOM - World's Oldest (Living) Man (hombre (vivo) más anciano del mundo)
- GRG - Gerentology Research Group (organización dedicada al estudio de supercentenarios)
- 110er, 111.er, 112er,... (persona que cumple los 110, 111, 112,... años)